# Ivan Poldauf
Ivan Poldauf (15. září 1915 Kutná Hora – 9. srpna 1984 Praha) byl český jazykovědec, anglista a bohemista, univerzitní profesor angličtiny, lexikograf a překladatel z angličtiny. 

## Život
Ivan Poldauf studoval v letech 1934 až 1939 na Filozofické fakultě Univerzity Karlovy. V roce 1945 se na téže fakultě stal asistentem. Roku 1946 studoval na University of Oxford. V roce 1947 se habilitoval na Filozofické fakultě Univerzity Karlovy. V letech 1949 až 1961 působil jako profesor na Filozofické fakultě Univerzity Palackého v Olomouci a v letech 1961 až 1965 jako profesor aplikované lingvistiky a teorie překladu a tlumočení na Univerzitě 17. listopadu v Praze. Od roku 1965 byl profesorem anglistiky na Filozofické fakultě Univerzity Karlovy. 
Na poli anglistiky se jeho práce týkají všech jazykových rovin od fonologie až po syntax a text, a to jak ze synchronního tak i diachronního pohledu. V bohemistice se věnoval studiu slovesného vidu, teoretické lexikografii a syntaxi. Důležité jsou i práce o historii lingvistiky v Československu. Sepsal monografii o anglickém slovním přízvuku, která vyšla česky i anglicky.

## Dílo
- (s Antonínem Osičkou) Velký česko-anglickým slovník Unikum, Praha, 1941.
- Anglický slovní přízvuk, Praha, 1983.
- English Word-Stress. A theory of word-stress patterns in English, Oxford, 1983.
- Česko-anglický slovník, Praha, 1986.

## Další zdroje
- Seznam děl v Souborném katalogu ČR, jejichž autorem nebo tématem je Ivan Poldauf
- Profil Ivana Poldaufa v databázi Obce překladatelů